# Дрімлюга великохвостий
Дрімлюга великохвостий (Caprimulgus macrurus) — вид дрімлюгоподібних птахів родини дрімлюгових (Caprimulgidae). Мешкає в Південній і Південно-Східній Азії та в Австралазії.

## Опис

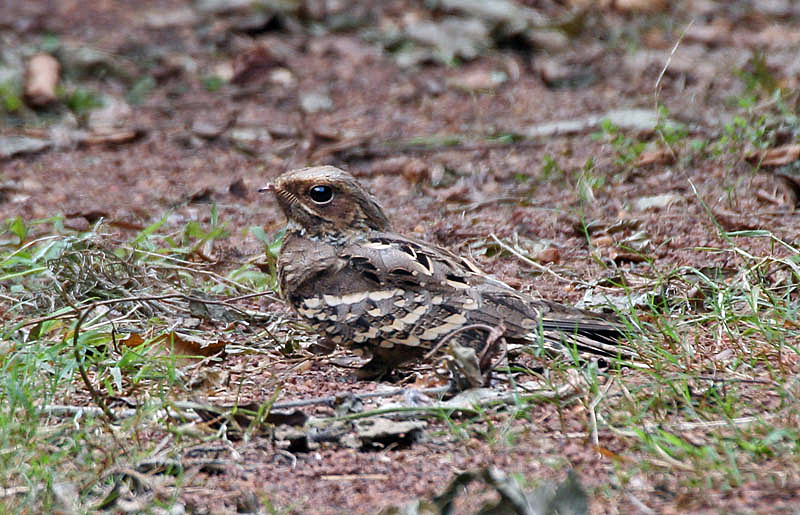
Великохвостий дрімлюга (підвид C. m. bimaculatus)

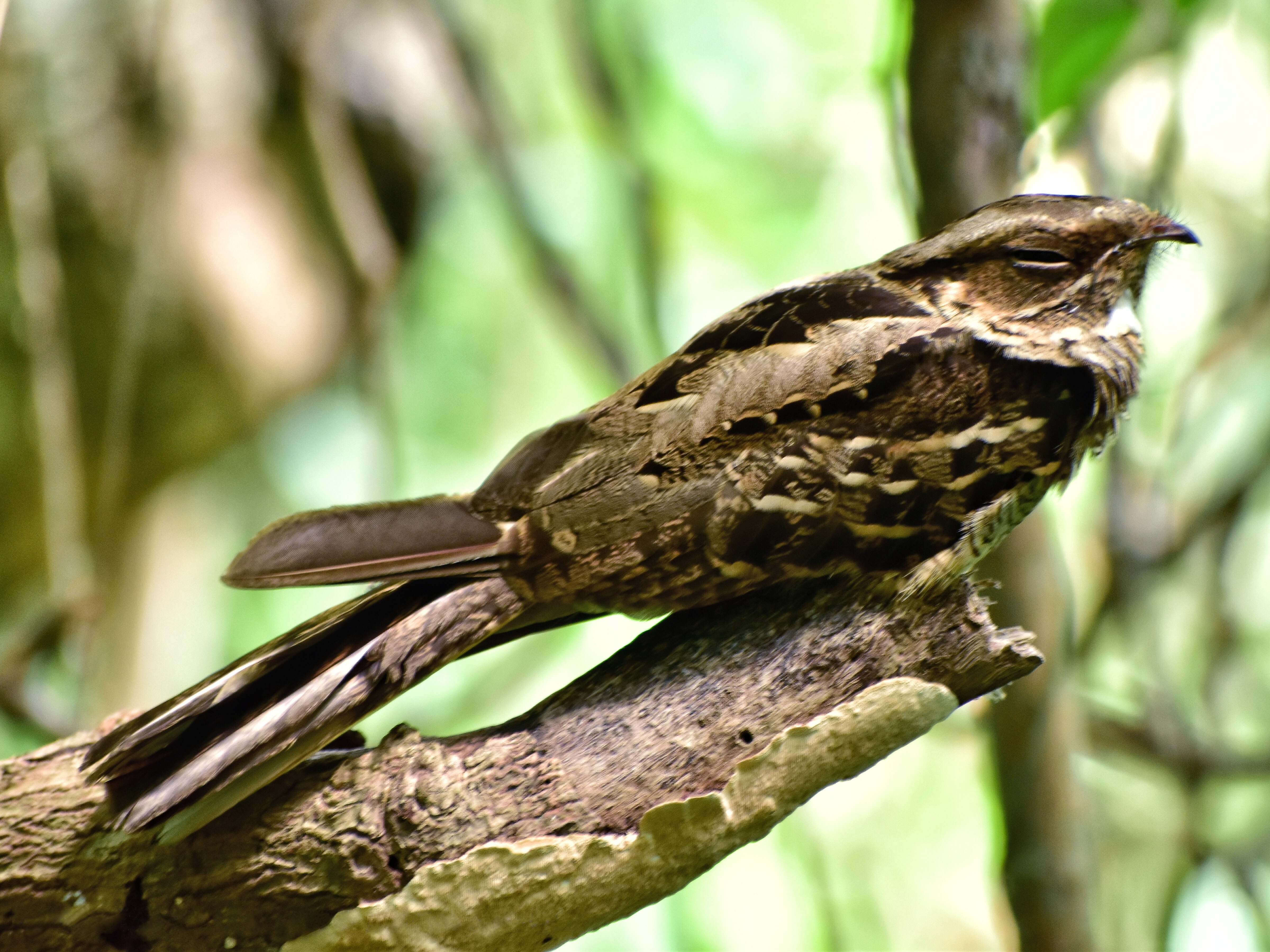
Великохвостий дрімлюга

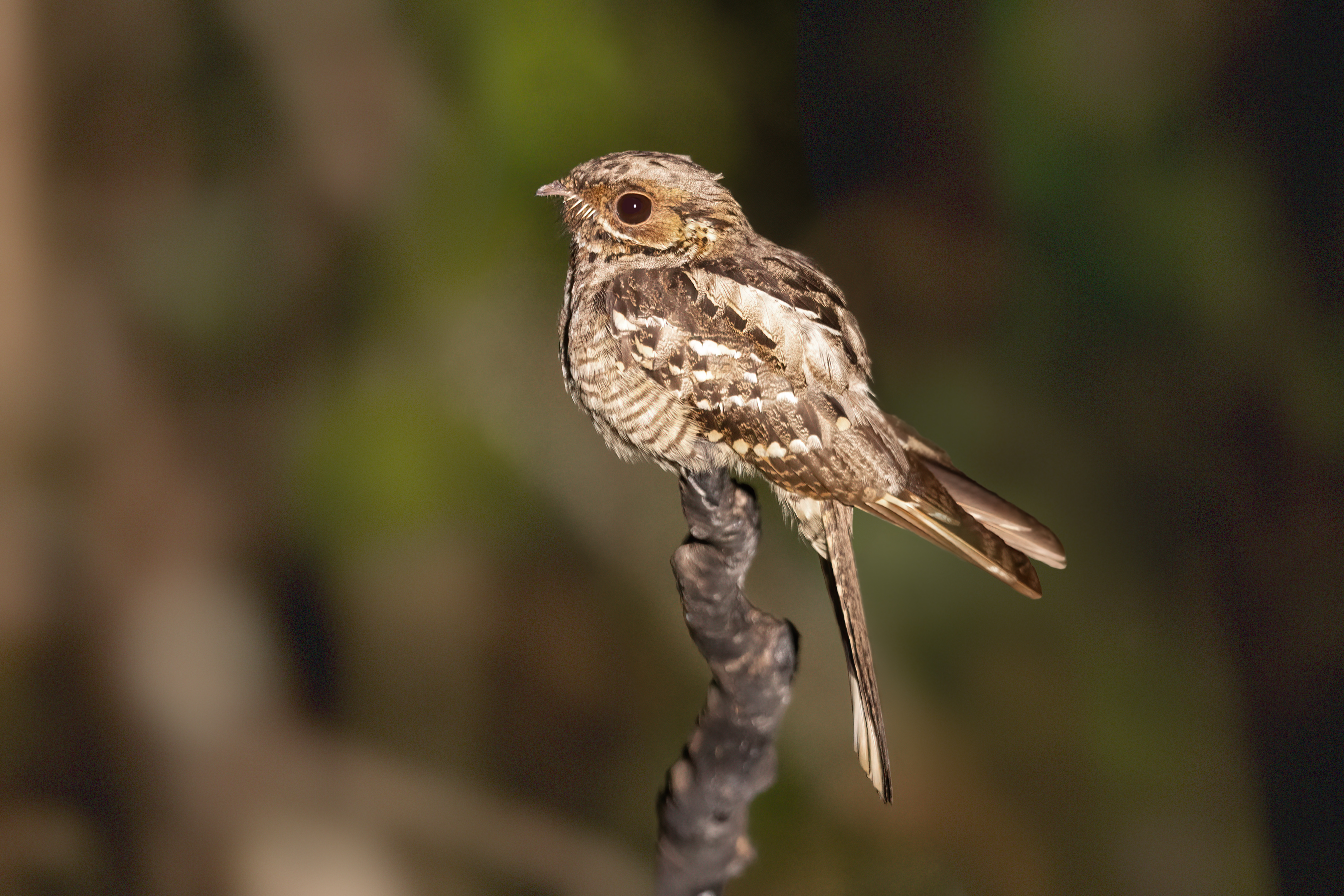
Великохвостий дрімлюга

Довжина птаха становить 25-33 см, вага 55-80 г. Крила довгі, хвіст довгий, широкий, голова відносно велика. Верхня частина тіла іржасто-коричнева, пістрява. На шиї нечіткий, блідий, рудувато-коричневий "комірець". Горло біле, живіт іржасто-охристий. У самців на 4 махових перах чіткі білі плями, у самиць вони відсутні. Також у самців крайні стернові пера на кінці білі. Крик — довга серія гучних, дзвінких звуків "чаунк-чаунк-чаунк", зі швидкістю 100 вигуків за хвилину.

## Підвиди
Виділяють шість підвидів:
- C. m. albonotatus Tickell, 1833 — Гімалаї (від Пакистану через північну Індію до Непалу, Бутану і північного Бангладеш);
- C. m. bimaculatus Peale, 1849 — від Північно-Східної Індії і південного Китаю до Малайського півострова, Суматри і островів Ріау;
- C. m. macrurus Horsfield, 1821 — острови Ява, Балі і Ломбок;
- C. m. salvadorii Sharpe, 1875 — Калімантан і південь архіпелагу Сулу;
- C. m. johnsoni Deignan, 1955 — Палаван і сусідні острови;
- C. m. schlegelii Meyer, AB, 1874 — Молуккські острови, Нова Гвінея і сусідні острови, північна і північно-східна Австралія, центральні східні острови архіпелагу Бісмарка.

Бенгальські, сундайські і андаманські дрімлюги раніше вважався конспецифічним з великохвостим дрімлюгою.

## Поширення і екологія
Великохвості дрімлюги мешкають в Пакистані, Індії, Непалі, Бутані, Бангладеш, М'янмі, Китаї, Лаосі, В'єтнамі, Камбоджі, Малайзії, Індонезії, Брунеї, Папуа Новій Гвінеї, Австралії, на Філіппінах та на Східному Тиморі. Вони живуть в різноманітних природних середовищах — в саванах, тропічних лісах, рідколлісях, чагарникових заростях, на луках, полях, пасовищах, в садах і на плантаціях. Зустрічаються на висоті до 2700 м над рівнем моря. Популяції Гімалаїв взимку мігрують в долини. Великохвості дрімлюги жиаляться комахами, зокрема метеликами, цвіркунами, кониками і шершнями, яких ловлять в польоті. Сезон розмноження в Індії триває з березня по травень, в північному Таїланді з березня по червень, в Малайзії з січня по вересень. Відкладають яйця просто на голу землю. В кладці 2 яйця, які насиджують і самиці, і самці.